# Bassillon-Vauzé
Bassillon-Vauzé – miejscowość i gmina we Francji, w regionie Nowa Akwitania, w departamencie Pireneje Atlantyckie.
Według danych na rok 1990 gminę zamieszkiwało 76 osób, a gęstość zaludnienia wynosiła 15 osób/km² (wśród 2290 gmin Akwitanii Bassillon-Vauzé plasuje się na 1099. miejscu pod względem liczby ludności, natomiast pod względem powierzchni na miejscu 1423.).